# Lodovico Graziani
Lodovico Graziani (Fermo, 14 de novembre de 1820 – Grottazzolina, 15 de maig 1885) fou un tenor italià.
Després d'haver-se fet cèlebre, recorrent les principals escenes líriques del món, despertant el major entusiasme per la seva veu potent i de timbre admirable. Fou un dels millors intèrprets de les primeres obres de Verdi, que va escriure per aquest artista La traviata, i de les òperes de Meyerbeer.